# BN LRV
De BN LRV (afkorting van La Brugeoise et Nivelles Light Rail Véhicule) is een type elektrisch spoorvoertuig voor de lichte metro en tram uit begin jaren 1980. Ze zijn gebouwd door La Brugeoise te Brugge en ACEC te Charleroi voor de Kusttram, het net in Henegouwen en de metro van Manilla. De tweedelige versies voor de Kust en Henegouwen hebben een lengte van 21,78 meter en een afstand tussen de draaipunten van de draaistellen van 6,75 meter.

## Aanloop

### Het rollend materieel van de NMVB eind jaren 70
In april 1959 leverde de NMVB-werkplaats in Kuregem de 'S 9785', de tweehonderdste en laatste vernieuwde motorwagen in de S-reeks. De NMVB beschikte toen over een vloot met een vrij groot aantal voor die tijd moderne motorwagens. In de periode dat de grootschalige afschaffing van spoordiensten gaande was konden de resterende voertuigen door deze vloot vervangen worden. Dit leidde tot het snel afbreken van kleine series, de verkoop ervan in het buitenland of het ombouwen van trams tot aanhangers, ook S-types.

### Het lightrail-concept
Tegelijkertijd voerde de NMVB de plannen uit die in de loop van de jaren 1960 voor het tramnet van Charleroi waren vastgelegd; de ombouw van sommige lijnen naar lightrail, door de bouw van van overige verkeer gescheiden lijnen en door het vervangen van oude spoorlijnen. Het volgde hierbij hetzelfde principe als de kustlijn. Om deze evolutie van aanpak te begeleiden, besloot de NMVB om het ontwerp van een nieuwe motorwagen te bestuderen die was gebaseerd op het lightrail-principe. Het werd gepresenteerd als een gelede motorwagen met twee secties en was beschikbaar in twee versies, éénrichtingstrams voor de kust en tweerichtingstrams voor Charleroi, later aangevuld met het type BN LRV Manila. Ook werd deze ontworpen om semi-metrostations met een hoog platform en haltes te bedienen.

## Geschiedenis
Op 18 mei 1977 plaatste de NMVB een bestelling voor twee prototypes, een éénrichtingstram (serienummer 6000) voor de kustlijn, de andere tweerichtings; (serienummer 6100) voor Charleroi. Contractueel was de leveringsdatum gepland voor de eerste en tweede tram. Deze prototypes werden uitgevoerd in dezelfde kleurstelling als de bussen in tijd kregen; crème van boven, oranje van onder, met ertussen een blauwe streep. Hoewel de prototypes nog niet waren geleverd, plaatste de NMVB op 18 december 1978 een bestelling voor een serie van 105 voertuigen, waarvan 50 éénrichtingstrams voor de kustlijn en 55 tweerichtingstrams voor het netwerk van Charleroi.

### Inbedrijfstelling van prototypes
Fabrikant BN, dat zijn contractuele verplichtingen niet kon nakomen, zou de prototypes bijna een jaar te laat leveren. In het voorjaar van 1980 presenteerde de fabrikant het voltooide 6000-stel, maar met drie elementen in plaats van twee bestelde. De NMVB vereiste het verwijderen van dit element na het bestellen van stellen met twee elementen. De 6000 werd uiteindelijk op 9 juni 1980 (met twee elementen) geleverd aan de Oostendse werkplaats. Testen werden vervolgens uitgevoerd binnen het depot en de volgende dag, op de dijk tussen Mariakerke en Middelkerke. Vanaf 1 september dat jaar werd het stel op commerciële diensten gebruikt.
De 6100 werd op depot van Anderlues afgeleverd 13 augustus 1980. De testen vonden plaats tijdens verschillende nachten van 18 tot 30 augustus op lijn 90 naar Fontaine-l'Évêque. In de nacht van 29 op 30 augustus werd hij overgebracht naar Jumet voor uithoudingstesten.

### Leveringen en eerste gebruik

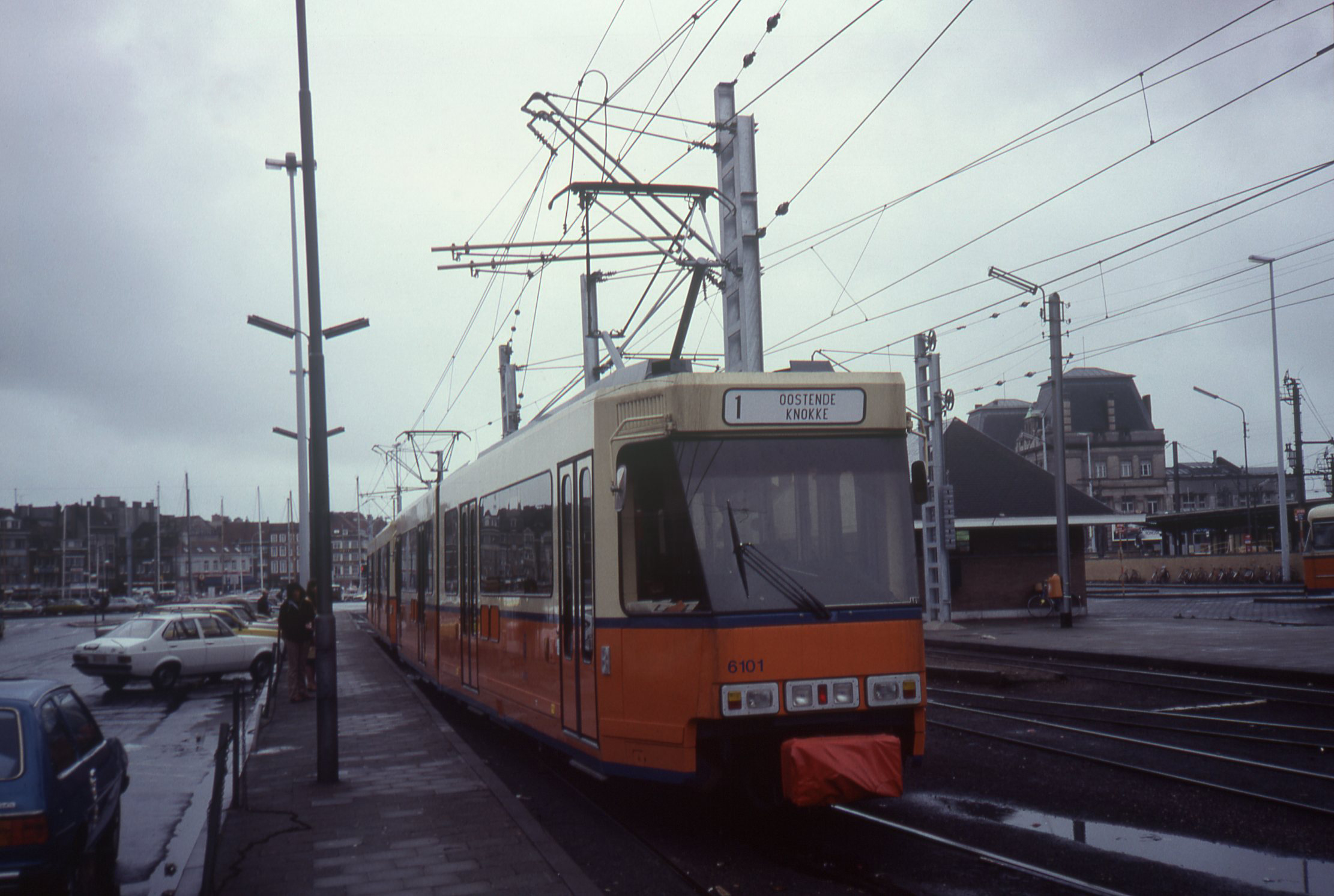
Tijdelijke inzet van de serie 6100 aan de kust.

Na de levering van de twee prototypes 6000 en 6100, begon BN met de levering van de stellen van het type 6100, die grotendeels aan Oostende werden geleverd om voorlopig op de kustlijn te rijden. In de zomer van 1981 begon de inzet op de Kusttramlijn, met gekoppelde tramstellen. Ze reden samen met het klassieke materieel tussen Oostende en Knokke. Vanaf 1 september 1982 hadden zij het rijk alleen. Door de éénmansexplotatie bleek het economisch verantwoord om ook in de winter elk half uur te rijden. vanaf 3 november 1981 werden deze ook gebruikt op lijn 62 tussen Charleroi en Gosselies, tot mei 1983, en ze werden ook gebruikt bij de moderniserings werkzaamheden aan de lijn 90 tot aan het einde van deze werken in 1982, alwaar ze de gedeeltelijke diensten reden. Zij zouden ook worden gebruikt vanaf 14 april 1986 op het korte restant van lijn 41, tot zijn opheffing in 1988. In 1982 en 1983 leverde BN alle stellen van het type 6000 aan de Kusttramlijn, wat er uiteindelijk toe leidde dat de stellen van het type 6100 die aan de kust waren daar niet meer nodig waren en verhuisden naar Henegouwen. De 6102 en 6103(1) en 6131 hebben Henegouwen echter nooit bereikt en bleven aan de kust. De 6107 verhuisde wel maar heeft nooit gereden in Henegouwen. De 6113 & 6114 maakten zelfs drie reizen: eerst van Brugge naar Henegouwen, toen van Henegouwen naar de kust, en ten slotte terug naar Henegouwen.
De 6106 kreeg eerst normaalspoor-draaistellen in verband met de metro-stellen die BN ging bouwen voor Manilla. In april/mei 1981 reed de 6101 zodoende proef op tramlijn 44 door het Zonienwoud. In 1982 gebeurde dit ook met de 6145, maar dan in verband met een levering aan Portland. De 6102 en 6103 kwamen in april 1981, één week na aflevering aan de kust, tijdens een proefrit in dichte mist in botsing met elkaar. De schade was zo groot dat de twee onbeschadigde delen werden samengevoegd tot een nieuwe driedelige 6102. Hiervoor werd het tussendeel gebruikt dat eerst in de 6000 zat. Deze 6102 bleef altijd aan de kust. In 1984 leverde BN een nieuwe 6103(2) aan Henegouwen. In augustus 1981 liepen de 6108 en 6109 ook al grote schade op bij een ongeval in de Fregatstraat te Oostende. Ze werden beiden naar de fabriek gebracht, maar alleen de 6108 werd hersteld; De 6107 ging in 1984 naar Jumet en in 1986 weer naar Oostende, maar heeft nooit meer gereden en werd uiteindelijk alleen nog gebruikt als onderdelenleverancier. Bij een ander hevig ongeluk, in 1983, trof ditzelfde lot de 6117. Ook die ging voor onderdelen naar Jumet; in 1995 waren de restanten nog aanwezig. 

### De introductie der 6000-en
Ook vanaf 1 september 1981 begon de aflevering van de serie 6000 aan de kust. Als gevolg daarvan verlieten steeds meer 6100-en de kust en ging naar Henegouwen; soms met een technische stop in Brugge. In 1985 vertrokken er nog vijf. Alleen de 6102 en 6131 bleven achter. Die laatste werd onderdelenleverancier, en de 6102 werd later uit de reizigersdienst gehaald en alleen nog als sleeptram gebruikt. Ook de 6000-en kennen relatief veel ongevallen:als gevolg daarvan werden 6020 en 6031 in 1985 samengevoegd tot de 6031(2). Diverse trams wisselden van nummer na een ongeval om zo een aansluitende nummering te krijgen: 6029 werd 6004, 6031 werd 6024, delen van 6029 en 6031 werden de "nieuwe" 6031, en een "nieuwe" 6035 ontstond uit delen van 6029 en 6035. Deze gegevens zijn tot 2006.
Nog kort voor de geplande opheffing der NMVB werd een nieuw kleurenschema bedacht voor tram en bus. In de korte tijd tot aan de opheffing was er lang niet genoeg tijd om alle trams en bussen over te schilderen. Alleen de 6013, 6015, 6045 en 6046 hebben deze kleurstelling in 1990 gekregen. De kleuren waren wit boven, onder oranje en wat blauwe schuine streepjes achteraan in het witte deel. 
Het nieuwe bedrijf De Lijn begon al snel met het schilderen in de eigen kleuren: in december 1991 verschenen de eerste wit met grijze trams op straat, in 1994 waren alle Kusttrams overgeschilderd. De stoelen en banken waren ook oranje (ook in bussen), en dat is nog vele jaren zo gebleven ook na overname door De Lijn. Uiteindelijk werd die bekleding vervangen door grijze stof.

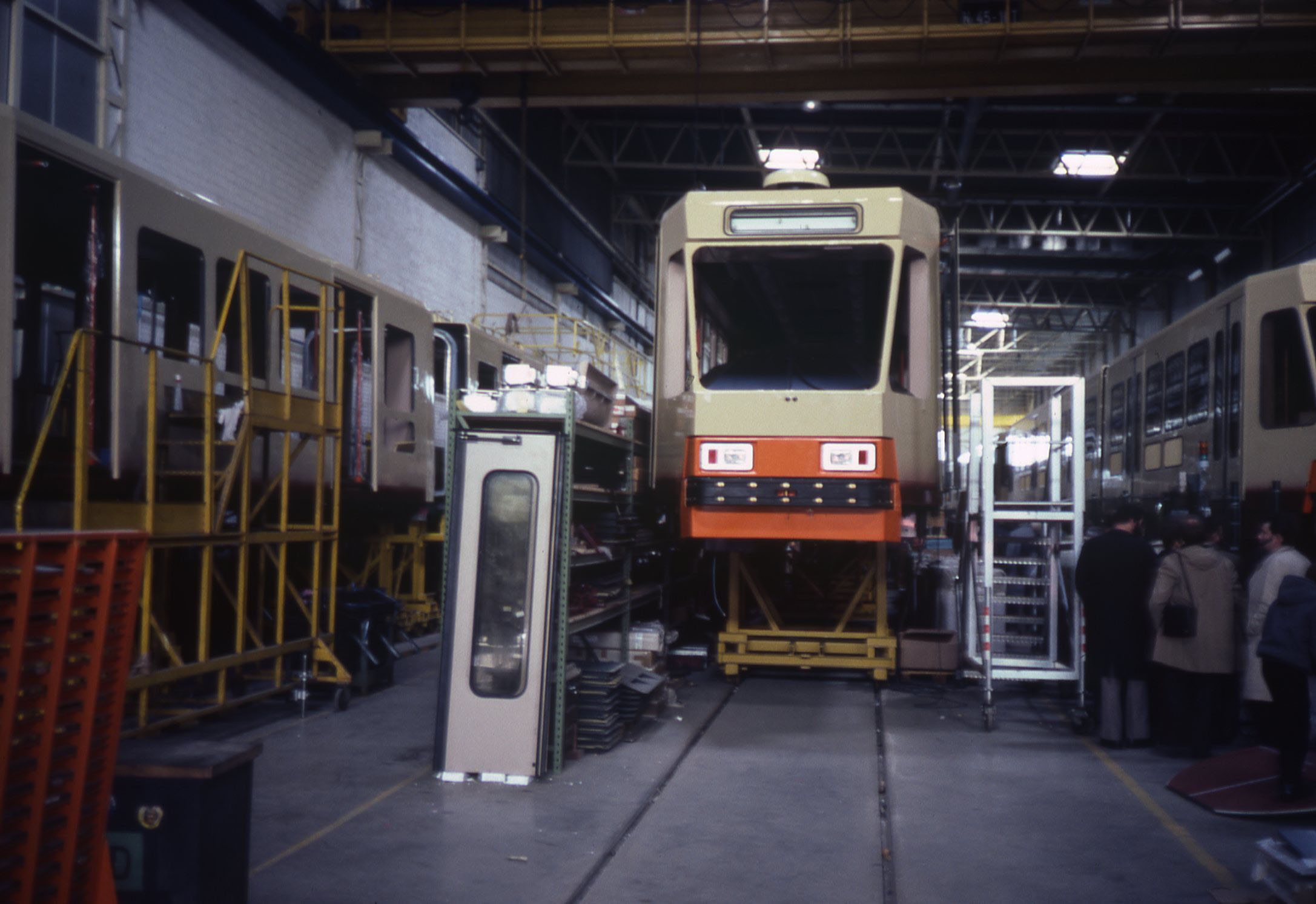
Bouw van de serie 1000 voor Manilla.

### De introductie der 1000-en
Vanaf 1980 zijn BN en ACEC betrokken bij de eerste lichte metrolijn van Manilla. In november 1982 werd het eerste voertuig van in totaal 64 stuks afgeleverd van de serie 1000. De start van de eerste lijn was op 1 december 1984. In 2003 werden een grote renovatie uitgevoerd met onder meer ook het installeren van airco apparatuur. In 2023 zijn er van deze serie nog 53 van in dienst.

### Verlenging

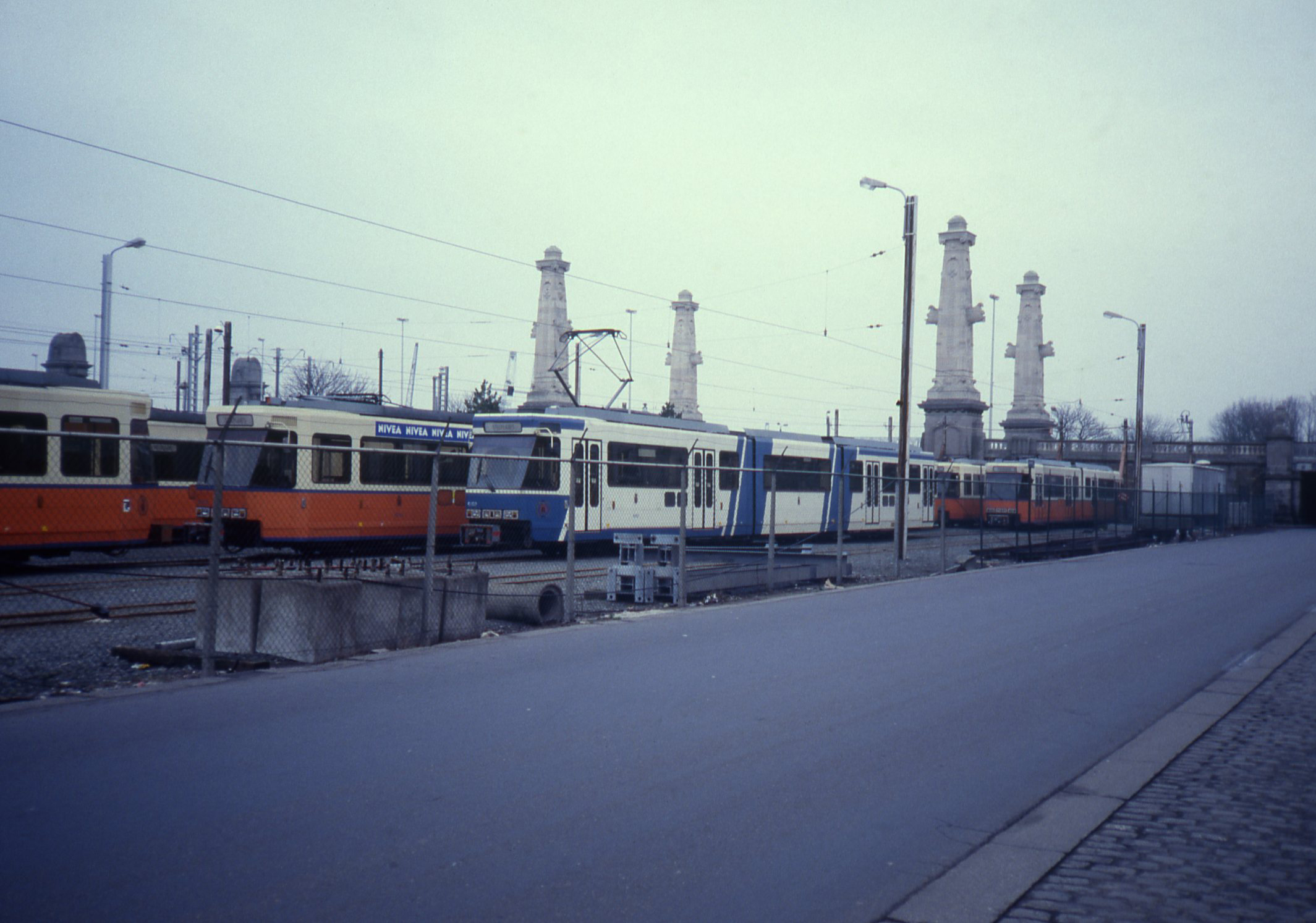
De eerste driedelige LRV-tram.

De 6102(2) werd als promotietram als enige uitgevoerd met een tussendeel, echter met hoge vloer. Later leidde dit tot het idee om meer trams te verlengen, maar dan met een lagevloerdeel. Zo konden de capaciteit en de toegankelijkheid verbeterd worden. In samenwerking met BN werd een prototype ontworpen. De 6048 was in 1993 de eerste die zo verlengd werd. In januari 1994 kwam deze in dienst. De Lijn was tevreden en nog in 1994 werden er nog negen trams verlengd, in 1995/96 volgden er nog zes. In 2002/2003 werden de overige 32 trams verlengd, maar vooral van binnen zag dat er wel anders uit. In plaats van een grote open ruimte met klapzitjes aan de linkerkant waren er banken met er tussen een rolstoel-vak, en klapzitjes aan de rechterkant. In beide versies was er ook zitgelegenheid bovenaan de trappen. Bij de eerste versie waren de trappen aan de rechterkant, en bij de tweede versie in het midden. Er waren twee versies van de rolstoel-oprijplank: een opvouwbare versie en een die in de vloer verzonken lag. De benodigde draaistellen kwamen uit voorraad en van de verongelukte trams.

### De renovatie van de serie 6100 / 7400
Vervoerbedrijf TEC kondigde in 2018 aan dat 45 trams geheel gerenoveerd gingen worden. Dat kost slechts 500.000 euro per tram, terwijl een nieuwe minstens 2.500.000 euro kost. De totale investering bedraagt 22 miljoen euro en wordt uitgevoerd door Alstom. De daken worden hersteld, kilometers bedrading vernieuwd, deuren vervangen, de toegankelijkheid voor gehandicapten verbeterd. Daarnaast een nieuw interieur, een nieuw bedieningspaneel, een nieuw front, nieuwe verlichting en een nieuwe kleur: geel. De instaptrede blijft, maar toch worden ze rolstoeltoegankelijk.

### Aanwezig
Te Charleroi zouden in 2023 nog aanwezig zijn: 
6100 (buiten dienst sinds 1991), 6101, 6103(2) 6104, 6105, 6106, 6108, 6109, 6110, 6111, 6112, 6113, 6114, 6115, 6116, 6118, 6119, 6020 (buiten dienst sinds 1988), 6121, 6122, 6124 (buiten dienst sinds 1995), 6125, 6126, 6127, 6128, 6129, 6130, 6132, 6133, 6134 (buiten dienst sinds 1989), 6135 t/m 6154. Tegenwoordig heeft de serie nummers die beginnen met 7401. De 6100 en de andere trams die buiten dienst zijn hebben geen nieuw nummer gekregen en zijn wellicht nog in NMVB-kleuren.
Van de serie 6000 waren tot september 2023 nog aanwezig: 
6002, 6003, 6007, 6008, 6012, 6013, 6016, 6017, 6018, 6019, 6025, 6034, 6039. In september 2023 nam De Lijn afscheid van de laatste 12. Drie blijven er bewaard bij Tto Noordzee, de 6102(2), 6025 en 6017. Het grote verschil in nog aanwezige aantallen komt omdat de Kusttrams inmiddels vervangen zijn, terwijl in Henegouwen de trams opnieuw gerenoveerd worden omdat er geen geld is voor nieuwe trams. De eerste renovatie was na de overgang van SNCV naar TEC. Zeer geleidelijk kregen de meeste trams de TEC-kleuren, een nieuw interieur, en een nieuw nummer. De tweede renovatie is veel ingrijpender.

## Afbeeldingen

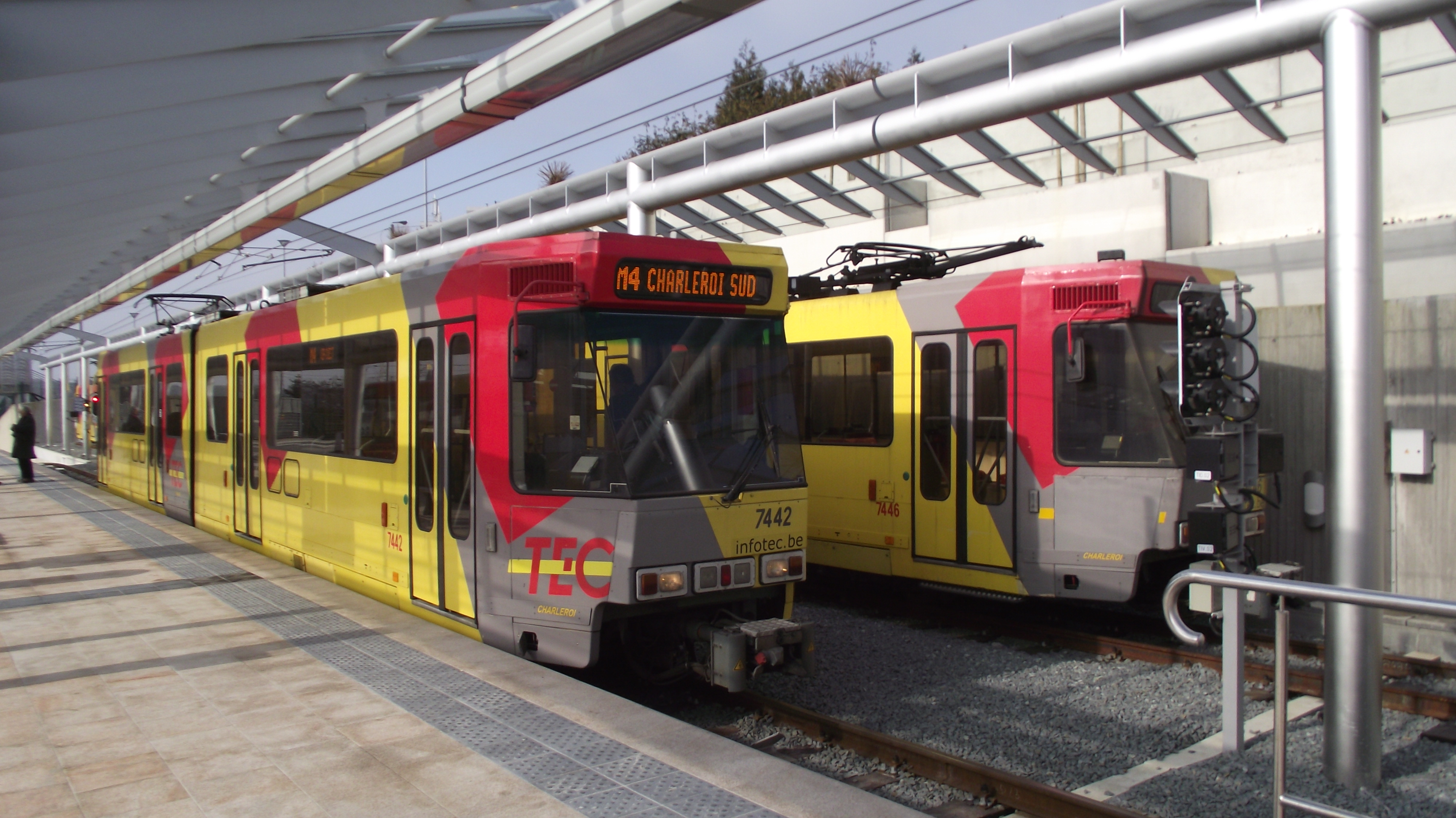
Twee trams op het eindpunt Soleilmont in Charleroi
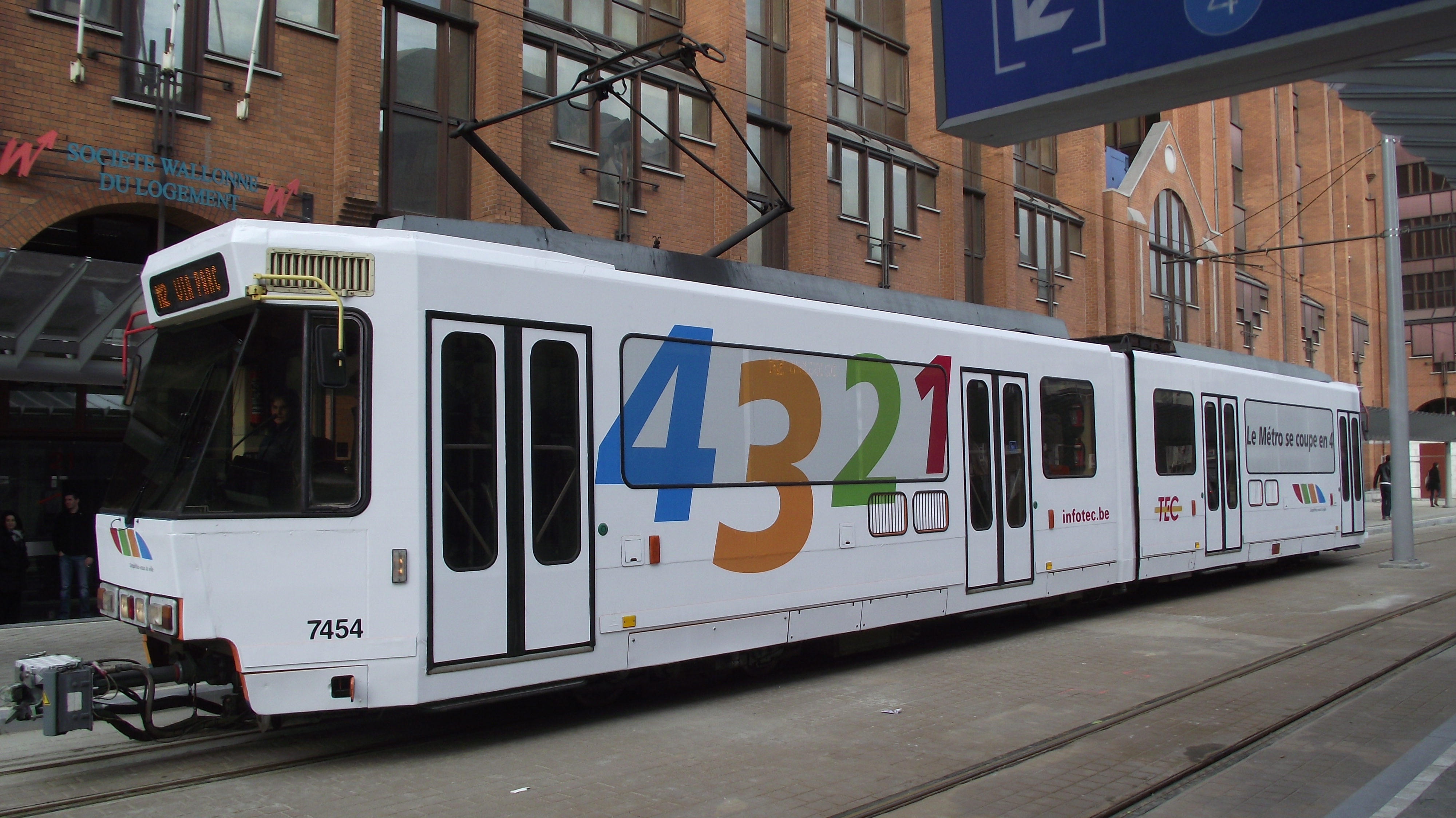
Tram nabij halte Tirou
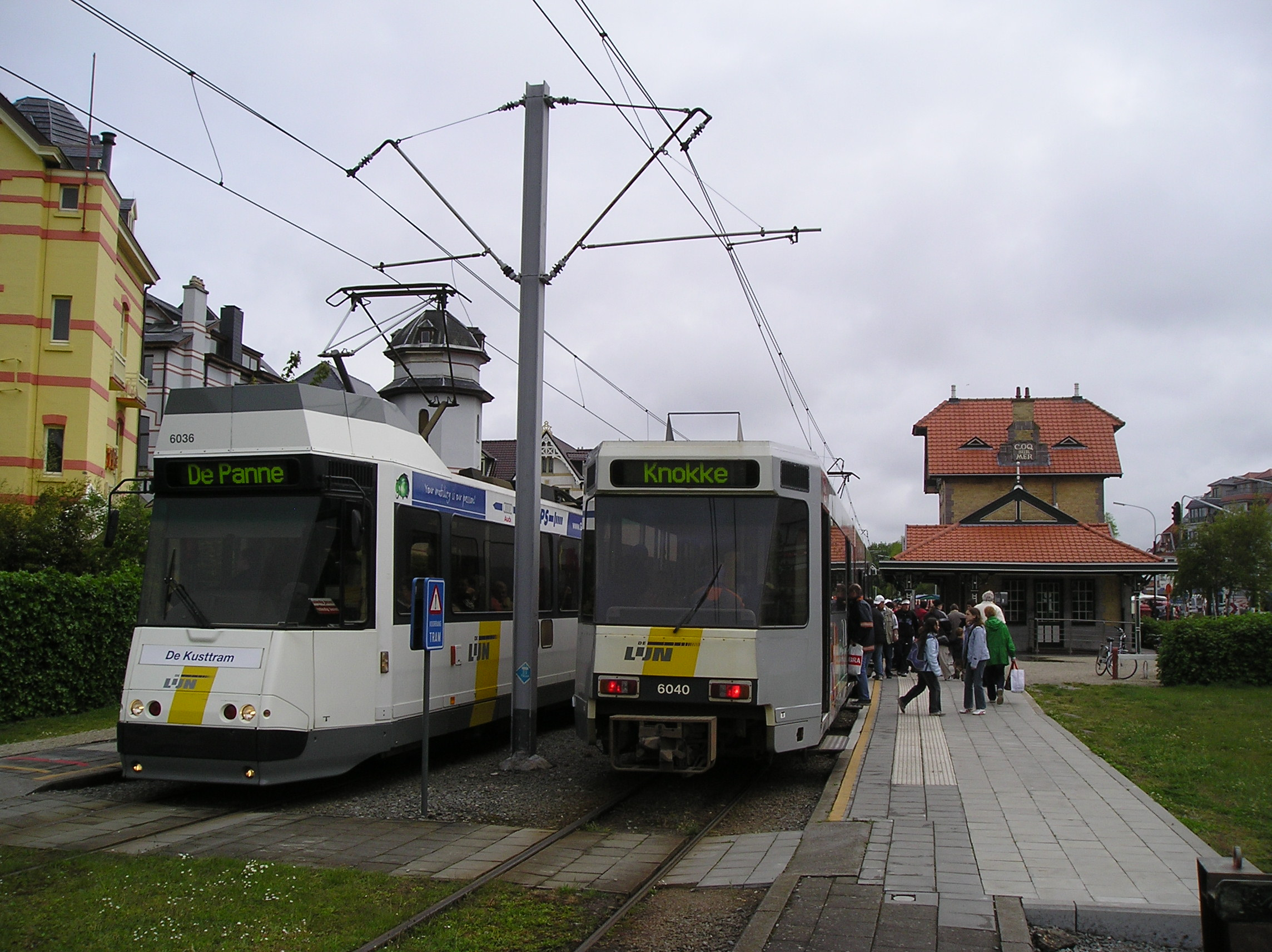
Twee trams aan de halte in De Haan
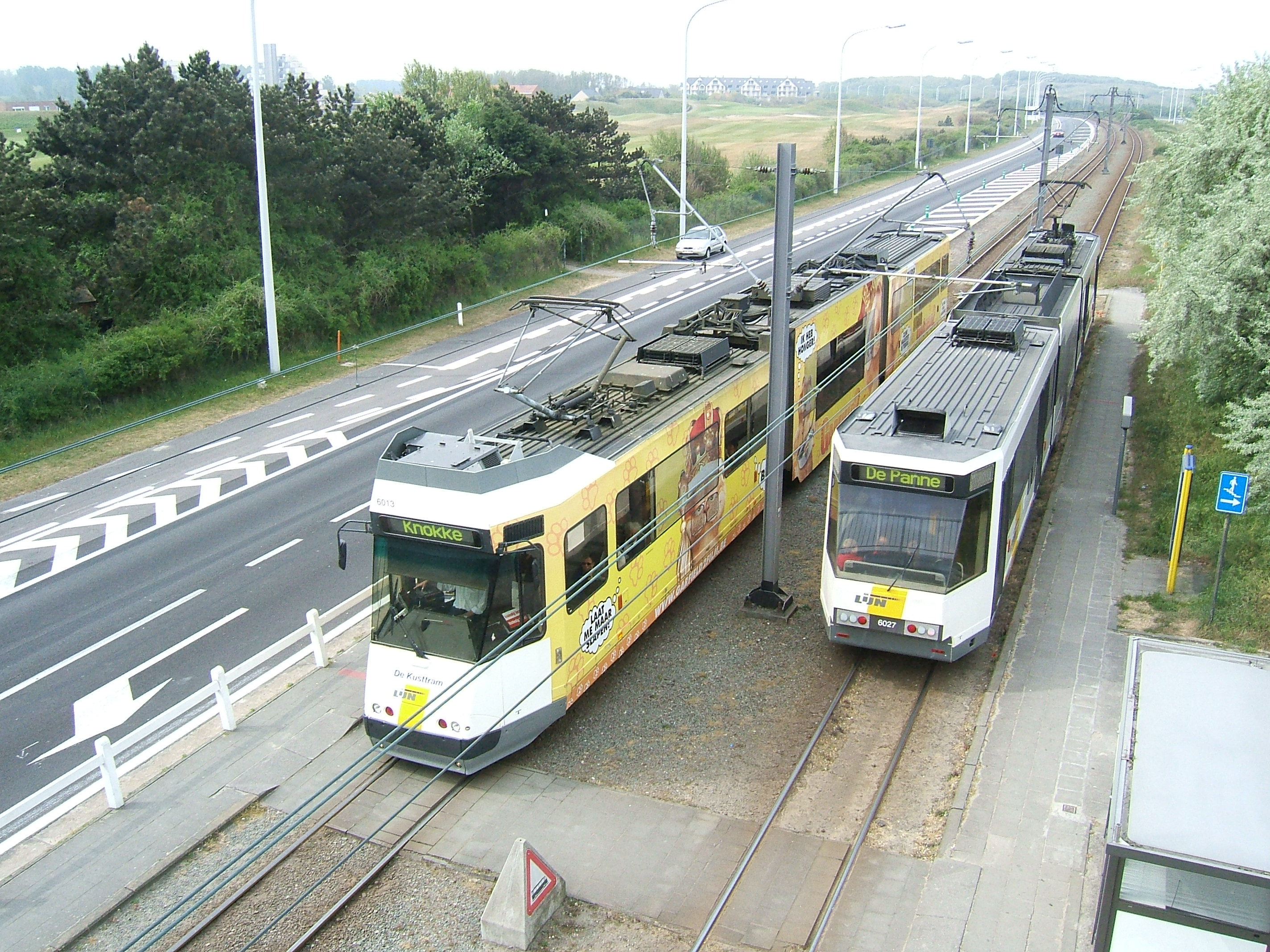
Twee trams aan de halte Vosseslag
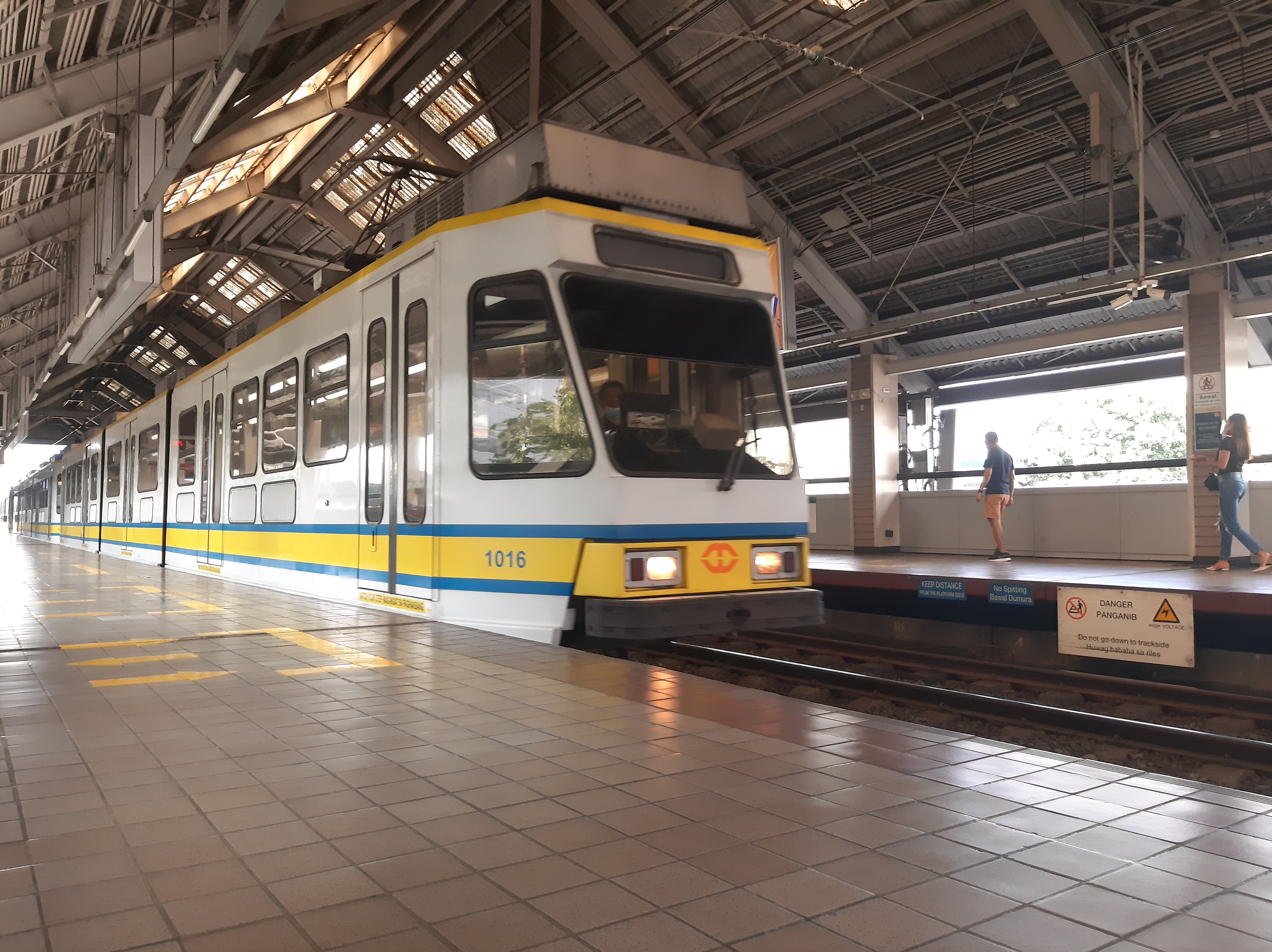
Trams in station United Nations in Manilla
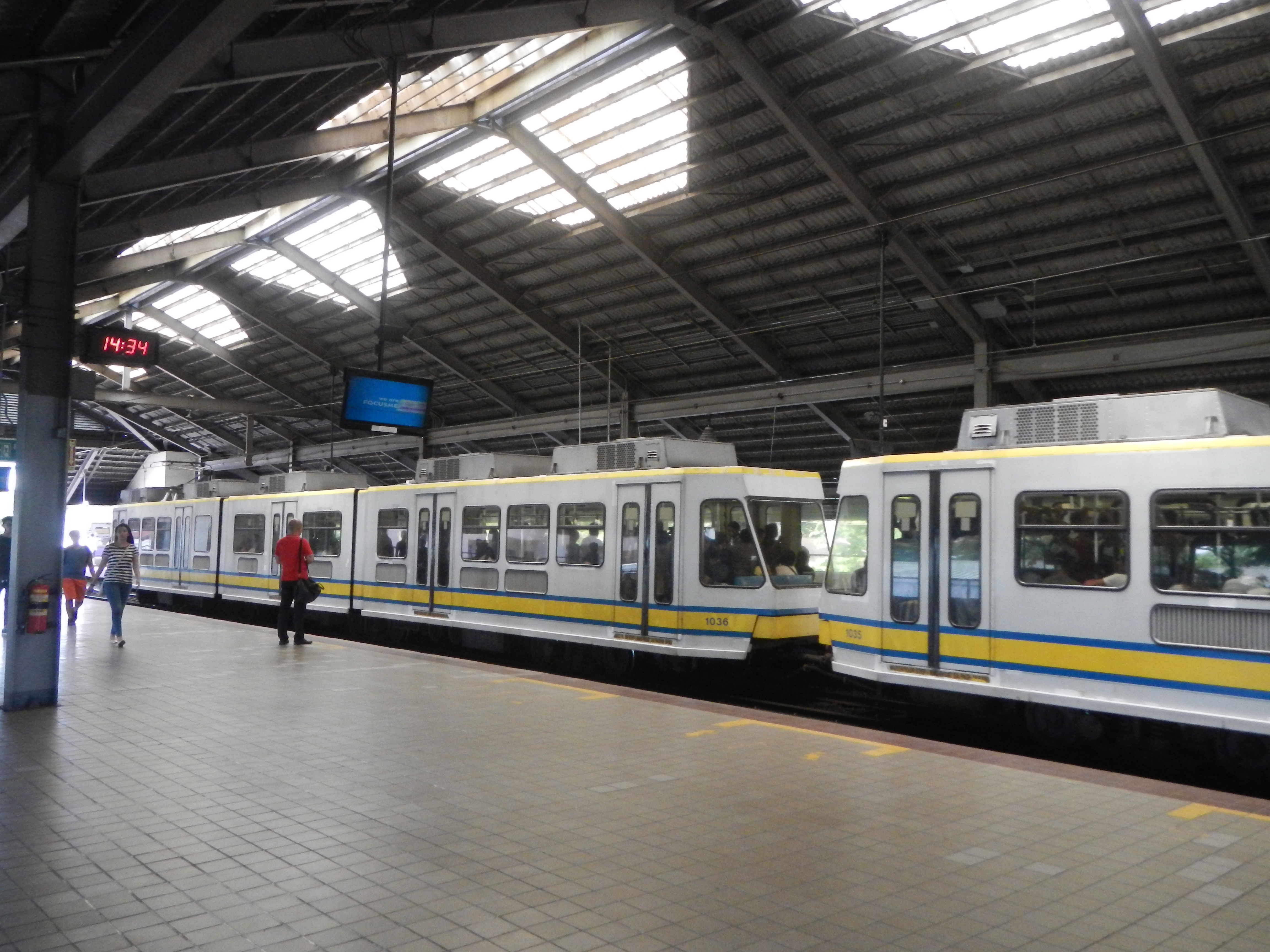
Trams in station Central Terminal / Arroceros
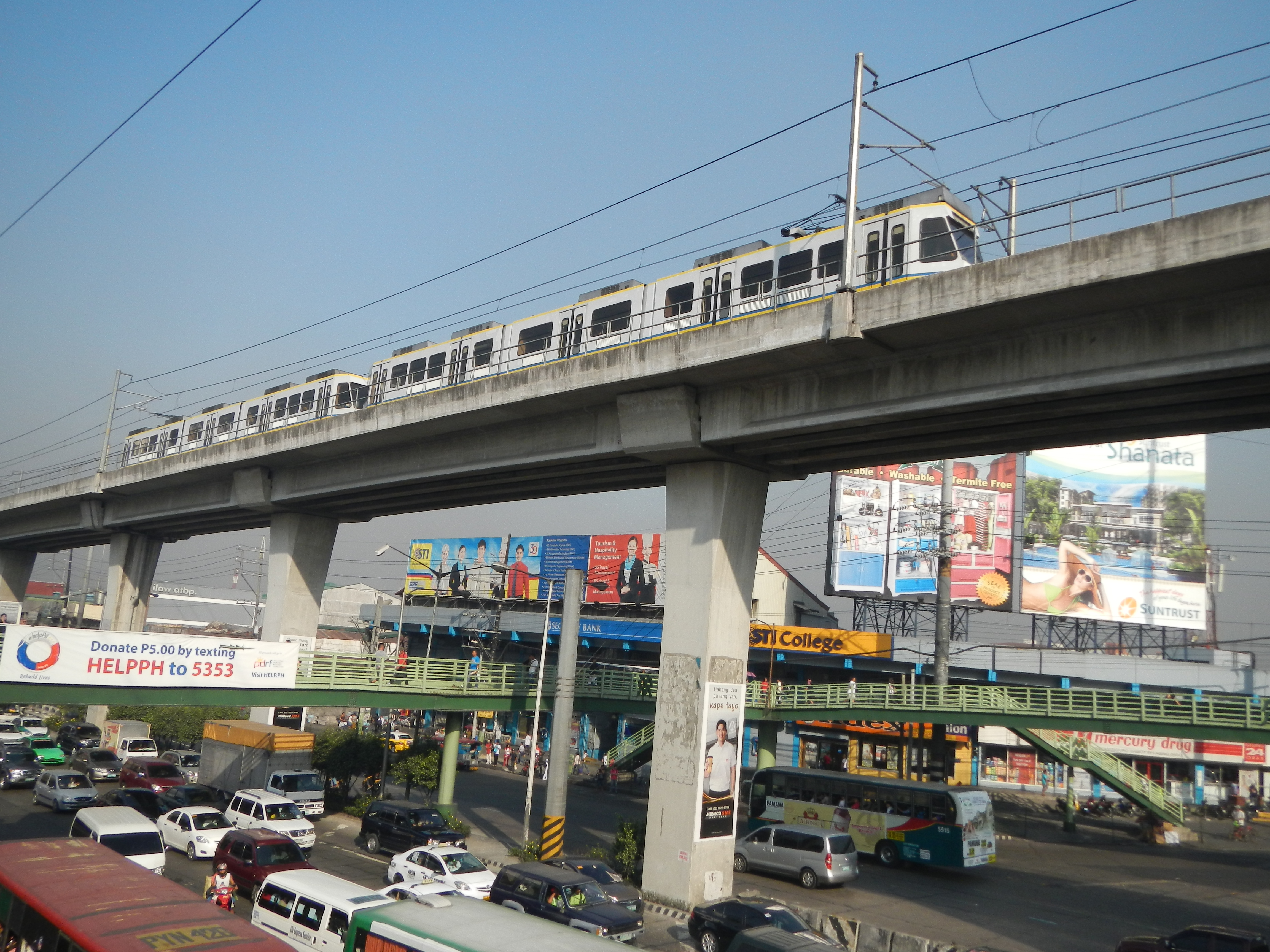
Trams nabij station Fernando Poe Jr.